# Campamento de Maghazi
El campamento de refugiados de Maghazi (en árabe: مخيم المغازي‎), en ocasiones conocido como Al-Maghazi o Al-Mughazi, se encuentra en la Gobernación de Deir al-Balah, en la Franja de Gaza central.
Es un campamento de refugiados palestino establecido en 1949. Según la Oficina Central de Estadísticas de Palestina, Maghazi tenía una población de 24.284 habitantes a mediados de 2006. Según UNRWA, el campo tenía 23.981 residentes censados en marzo de 2013, de los que 22.266 son refugiados registrados. La superficie del campamento es de 559 dunums (55,9 hectáreas). 

## Características del campamento

### Economía
Antes del bloqueo israelí de la Franja de Gaza en el año 2000, la mayoría de los refugiados del campamento de Maghazi trabajaban bien como asalariados en Israel, bien en las explotaciones agrarias y pastos locales. Hay un zoco semanal los domingos en el que los residentes compran o venden productos de sus tiendas de comestibles, de artesanía, panaderías, cafeterías y restaurantes.

### Infraestructuras
Al no disponer de un sistema de alcantarillado, las aguas residuales del campo de refugiados discurren por sus calles al aire libre con el consiguiente riesgo para la salud pública. El agua potable del campamento la suministra la empresa israelí Mekorot.
Hay un centro de salud organizado por UNRWA que atiende unas 8.800 visitas al mes. Fue reconstruido en 1992 gracias al apoyo de Australia y añadió una clínica dental en 1995. También hay un Centro de la Mujer en cuyas actividades participan más de 6.500 mujeres y 2.500 niños, un Centro de Actividades para la Juventud, que propone actividades deportivas, sociales y culturales, y un Centro Comunitario de Rehabilitación que fue ampliado con apoyo financiero de Japón en 1998, y en el que se atienden a unos 60 niños discapacitados y a más de mil niños con problemas de integración.

### Educación
Maghazi tiene tres escuelas de educación primaria y 2 institutos dirigidos por UNRWA. 6.407 alumnos asistieron a clases en estas escuelas en el curso 2004-2005. En 1998, UNRWA proporcionaba servicios educativos integrados a 1.264 niños con discapacidad. Hay también una serie de actividades para los jóvenes que incluyen atletismo, programas sociales y culturales.

## Historia
El 29 de noviembre de 1947, la Asamblea General de las Naciones Unidas aprobó la resolución 181, más conocida como el Plan de Partición de Palestina, que impulsaba la creación de un estado judío y uno árabe en el territorio del Mandato Británico de Palestina. Como consecuencia del avance de las tropas judías antes y durante la guerra árabe-israelí de 1948, unos 700.000 palestinos fueron expulsados o huyeron de sus hogares. A la conclusión de la guerra, Israel les negó el derecho de retorno, por lo que Naciones Unidas decidió crear la Agencia de Naciones Unidas para los Refugiados de Palestina en Oriente Próximo (UNRWA) y una serie de campamentos de refugiados en la Franja de Gaza, Cisjordania, Líbano, Siria y Jordania. 
UNRWA estableció el campamento de Maghazi en 1949 para alojar a unos 9.000 refugiados palestinos que provenían principalmente del centro y el sur de Palestina. Aunque en un principio hubo que alojarlos en tiendas de campaña, ya en los años cincuenta se les construyeron casas de ladrillo y en los sesenta se procedió a sustituir estas por otras de cemento.

### Ocupación Israelí
Tras la conclusión de la guerra de los Seis Días en 1967, Israel ocupó militarmente tanto la Franja de Gaza como Jerusalén Oriental y Cisjordania, así como los Altos del Golán (pertenecientes a Siria) y la península del Sinaí (perteneciente a Egipto), aunque esta última fue devuelta tras los acuerdos de Camp David de 1978. El resto de territorios mencionados anteriormente permanecen ocupados a día de hoy, a pesar de numerosas resoluciones de la ONU que ordenan el regreso a las fronteras previas a 1967. 
El 3 de octubre de 2000, un joven palestino llamado Amr Kahlil Mustafa al-Rifai, de 17 años, murió por disparos del ejército israelí en cabeza y torso cuando asistía a una manifestación. El 22 de octubre de ese mismo año, Salahaldeen Fawzi Ahmad al-Nijmi, de 15 años, murió por disparos israelíes en el pecho durante una manifestación frente al asentamiento de Kfar Darom.
El 24 de junio de 2001, tropas israelíes se adentraron en el campamento de refugiados de Maghazi, matando a un palestino y dejando heridos a dos más. Además, esta incursión dejó 17 viviendas destruidas. El 21 de octubre de ese mismo año, Ahmad Yousef Suleiman abu-Mandil, de 17 años, murió a consecuencia de las heridas recibidas en el abdomen durante una incursión del ejército israelí en el campamento de Maghazi.
En la noche del lunes 6 de enero de 2003, el ejército israelí asaltó el campamento, asesinando a tres palestinos e hiriendo a docenas de ellos. Luego afirmó que su objetivo eran milicianos escondidos allí. El 5 de febrero de 2003, las tropas israelíes dinamitaron la casa de un supuesto miliciano de Fatah con una anciana de 65 años dentro. El activista había resultado muerto en un intercambio de disparos con el ejército israelí, y la anciana murió a consecuencia del desplome de su casa en el campamento de Maghazi.
El 4 de abril de 2004, dos jóvenes palestinos de Maghazi murieron por disparos israelíes cerca del muro que separa Gaza de Israel. Salameh Abdul-Karim Salem abu-Rawida tenía 17 años y Omar Adnan Ali al-Raghudi tenía 16, y ambos se dirigían a buscar trabajo a Israel. El 19 de julio de 2006, Ali Kamal Muhammad al-Najar, un niño de 13 años del campamento de refugiados Mughazi, murió por un bombardeo del ejército israelí. Un día después, Fadwa Faysal Suleiman al-Arrouq, una niña de 13 años, murió de las heridas recibidas por un bombardeo israelí en el que también falleció su madre.
Durante la Guerra de Gaza de 2008-2009, un ataque aéreo israelí destruyó la clínica que Caritas Jerusalén tenía en Maghazi.
El 24 de diciembre de 2013, una niña de tres años llamada Hala Abu Sbeija murió por la metralla de un proyectil israelí que impactó en su vivienda. Su madre y uno de sus hermanos resultaron heridos en el mismo ataque. El 9 de julio de 2014, en el marco de la Guerra de Gaza de 2014, un misil israelí impactó en la casa de Mohammad Khalaf Odeh al-Nawasra, de 1 año, y de su hermana Nidal, de 3 años, matando a ambos. El 9 de agosto de ese mismo año, dos jóvenes palestinos que circulaban en motocicleta por el campamento murieron al ser alcanzados por un misil israelí.
El 28 de abril de 2015, un adolescente de 14 años recibió el impacto de una bala perdida mientras estudiaba en su casa de Maghazi y tuvo que ser hospitalizado en estado crítico en el hospital de Deir el-Balah. La bala había sido disparada por fuerzas israelíes e iba dirigida a hostigar a los campesinos locales, según fuentes palestinas. El 28 de diciembre de este mismo año, Yousif Abu Sbeikha al-Buheiri, un hombre de 48 años, murió de las heridas ocasionadas por el impacto de una bala disparada por soldados israelíes en el transcurso de una manifestación. A finales de diciembre de 2015, un avión israelí roció con herbicidas las explotaciones agrícolas de algunos campesinos de Maghazi, lo que supuso la pérdida de las cosechas para muchos de ellos. Algunas de dichas explotaciones estaban cerca del muro de separación entre Gaza e Israel, en una zona que el ejército israelí fumiga a menudo con herbicidas para facilitar sus operaciones, mientras que otras se hallaban tierra adentro.
El 30 de diciembre de 2017 moría un joven de 20 años llamado Jamal Mohammed Jamal Musleh, natural del campamento de Maghazi, por los disparos de soldados israelíes en el pecho durante una manifestación en torno a la valla fronteriza de la Franja de Gaza con Israel.
Durante la pandemia del COVID-19, los primeros casos de transmisión comunitaria en la Franja de Gaza tuvieron lugar en el campamento de Maghazi. Se trató de cuatro personas de la misma familia, tres hombres y una mujer, cuyos familiares habían viajado a un hospital de Jerusalén Este durante los días anteriores.

### Guerra Israel-Gaza
En la tarde del lunes 6 de enero de 2003, las FDI asaltaron el campo, mataron a tres palestinos e hirieron a decenas, diciendo que tenían como objetivo a militantes escondidos allí.
En 2023, el campo fue repetidamente bombardeado por los israelíes los ataques tuvieron lugar los días 17 de octubre, 5 de noviembre, 6 de diciembre y 24 de diciembre. Los bombardeos destruyeron la única panadería del campo. Según el Ministerio de Salud de Gaza, los ataques aéreos del 5 de noviembre mataron a 50 personas y los ataques aéreos del 24 de diciembre mataron a 70 personas. Los refugiados en el campo se enfrentaron a epidemias de enfermedades, bloqueos que impedían la importación de alimentos, agua y productos sanitarios, y bloquearon el acceso a los vertederos. Dos de sus siete pozos fueron bombardeados, mientras que los demás quedaron inoperables porque no se pudo importar combustible.
Entre el 10 y el 12 de enero de 2024, el ejército israelí utilizó buldóceres y cargas explosivas para demoler una parte importante del campamento que quedaba a menos de un kilómetro de la frontera palestino-israelí. En concreto, destruyó más de 1.200 estructuras entre los campamentos de Maghazi y Bureij. El 15 de enero arrasaron los terrenos agrícolas alrededor del campamento de Maghazi. Amnistía Internacional ha explicado que estas acciones constituyen los crímenes de guerra de destrucción arbitraria y castigo colectivo, y ha pedido que se abra una investigación internacional al respecto.